# Gestione del traffico ferroviario
La gestione del traffico ferroviario o circolazione ferroviaria è l'insieme delle tecniche, delle norme e delle procedure organizzative che permettono di garantire che la marcia dei treni rispetti le condizioni di sicurezza e regolarità.
Nel dettaglio, per sicurezza si intende evitare che un treno in marcia possa andare incontro a una collisione con un altro treno o con qualunque altro ostacolo che si dovesse trovare lungo il suo percorso, mentre per regolarità si intende il rispetto del programma di esercizio pianificato, a vantaggio dell'utenza del servizio.

## Considerazioni generali
I veicoli ferroviari, per loro natura, viaggiano secondo due particolari condizioni:
- sfruttando l'aderenza tra ruote e rotaie, che tipicamente è un contatto tra due elementi di acciaio. Da ciò consegue che l'aderenza sia ridotta, rispetto, ad esempio, a quella che si instaura tra gomma e asfalto nel caso del trasporto stradale. La minor disponibilità di aderenza implica che, a velocità convenienti per l'esercizio, gli spazi di frenatura siano particolarmente elevati e maggiori della distanza di visuale libera dell'occhio umano;
- su una via guidata: non possono, di loro iniziativa, variare la loro direzione in senso trasversale. Devono pertanto potersi arrestare dinanzi a un ostacolo (come, ad esempio, un altro convoglio) che si dovesse trovare sulla via di corsa.

La sicurezza è implicitamente garantita se, su una linea ferroviaria, si trovi un solo treno: è il caso dell'esercizio a spola. Ma, se i treni sono più di uno e possono circolare in entrambi i sensi di marcia, è necessario adottare opportuni mezzi e procedure per assicurare che nessun treno trovi ostacoli sul percorso che gli è stato assegnato. Da ciò nasce l'obiettivo principale della circolazione ferroviaria: il distanziamento tra i treni, che consiste nel mantenere, tra un treno e quelli che lo precedono, una distanza maggiore allo spazio di arresto.
La gestione del traffico ferroviario si attua:
- in linea: controllando la successione dei treni che viaggiano nello stesso senso di marcia o disciplinando la circolazione di quelli che viaggiano in senso opposto;
- in stazione: organizzando opportunamente il movimento di ciascun treno, facendo in modo che questi avvengano in maniera sicura rispetto ad altri che contemporaneamente si stanno svolgendo.

## Storia
I primi treni commerciali non godevano di grandi protezioni sotto il profilo della sicurezza. Il distanziamento di un treno dall'altro veniva deciso dal Regolamento Circolazione che prescriveva le metodologie e dall'Orario di Servizio che prescriveva i tempi di percorrenza da una stazione all'altra. Se l'invio di un treno in senso opposto poteva essere impedito dal capostazione, che essendo in loco aveva nozione del mancato arrivo del primo treno, l'invio di un treno in successione al primo presentava al capostazione che lo mandava il problema di non sapere se il primo treno aveva liberato la tratta e non corresse quindi il rischio di essere investito dal successivo.
Interessante, in questo senso, un racconto di Giuseppe Sacchi che nell'aprile del 1838 compie una Gita sulla strada di ferro da Parigi a San Germano in cui racconta il metodo di controllo della via libera adottato da quella "strada ferrata".
(Giuseppe Sacchi, Gita sulla strada di ferro da Parigi a San Germano, in Annali universali di statistica, economia pubblica, storia, viaggi e commercio, Volume Cinquantesimonono, Gennajo, febbrajo e marzo 1839. Milano, 1839)
Incidenti si verificavano con una certa frequenza, mitigati dalla lentezza dei treni (basti pensare agli assalti dei banditi a cavallo) e dal relativamente scarso numero di viaggiatori portati da tre o quattro piccole carrozze, massimo trainabile all'epoca.
La comunicazione fra le stazioni era impossibile in quanto il treno fu, da quando nacque (la prima utilizzazione commerciale si ebbe dal 27 settembre 1825) e per quasi 20 anni (il primo utilizzo del telegrafo Morse avvenne il 24 maggio 1844), non solo il mezzo di trasporto ma anche il mezzo di comunicazione più veloce che esistesse.
Sistemi empirici di controllo della circolazione erano costituiti da uomini a cavallo che precedevano i treni in tratte particolari, torri di avvistamento e segnalazione semaforica.
La tradizione ferroviaria riporta persino che negli Stati Uniti una compagnia ferroviaria avesse costruito una torre posta fra due stazioni. Il treno che vi fosse giunto per primo doveva fermarsi e attendere quello che veniva dalla parte opposta. Il secondo treno avrebbe dovuto retrocedere per portarsi in un altro binario per cedere il passo. Pare che si scatenasse una "corsa alla torre". Poiché nessuno voleva cedere il passo, le discussioni terminavano spesso a colpi di revolver.
Le cose migliorarono quando il telegrafo Morse entrò nella vita dei cittadini e dei ferrovieri.
Il telegrafo divenne il mezzo di comunicazione più veloce, istantaneo, e permise alle stazioni di comunicare l'una all'altra la situazione reale della circolazione. I capistazione informavano i colleghi delle stazioni adiacenti dell'arrivo di un treno che gli altri avevano inviato e questi colleghi potevano alternativamente inviare un secondo treno o accettare che un altro treno fosse loro inviato in direzione opposta. Il tutto sapendo con certezza che il primo treno inviato in tratta era "giunto", che era giunto tutto intero e non ne era rimasto qualche componente in tratta e che quindi la "coda" (la tabella posta dietro l'ultimo vagone) era "regolare". Della cosa, con appositi moduli, veniva informato il personale di macchina e di bordo dei treni che dovevano impegnare la tratta i quali potevano partire per la stazione successiva con una certa tranquillità.
Naturalmente molti altri erano gli ostacoli possibili, frane, gallerie e ponti crollati, allagamenti, incendi, sabotaggi, mandrie di bisonti e quant'altro poteva influenzare il pacifico viaggio. Questo, però, fa parte dei problemi generali e non della tecnica ferroviaria in particolare. Non mancava, purtroppo l'errore umano e qualche volta un treno che non "doveva" partire veniva inviato con le conseguenze disastrose.
Il sistema di gestione del traffico con il "Blocco telegrafico" fu soppiantato in seguito all'invenzione del telefono dal "Blocco telefonico" che semplicemente permise ai capistazione di parlarsi senza affidarsi al codice Morse. Questo velocizzò lo scambio di informazioni ma i problemi della sicurezza rimasero gli stessi, in quanto si trattava ancora di procedure affidate totalmente ed esclusivamente all'interazione umana. Per lungo tempo l'invio o meno dei treni in linea fu sola ed esclusiva responsabilità del capostazione non coadiuvato da apparati di sicurezza, e l'errore umano era sempre possibile.

## Distanziamento dei treni

### Semplice binario
Le linee a semplice binario presentano grossi limiti in relazione alla gestione del traffico, ma sono più economiche e più facilmente realizzabili in spazi confinati, come le aree urbanizzate o le aree montane. La limitazione principale consiste nel non poter inviare due treni in senso opposto nella stessa tratta, con conseguenze sia di sicurezza che di ridotta capacità della linea. Si parla di traffico simmetrico quando i treno vengono inviati da una direzione o dall'altra con alternanza costante, mentre invece è asimmetrico se vengono inviati più treni in un senso rispetto che nell'altro.

#### Blocco manuale
La ricerca di strumenti atti a limitare la discrezionalità dell'uomo e a impedirgli, nei limiti del possibile, di compiere errori è incominciata molto presto. Esperimenti e brevetti si susseguirono e ogni nazione ritenne di adottare strumenti sviluppati all'interno delle Ferrovie nazionali. Il concetto generale comunque rimase identico per tutti. Si doveva trovare il modo di impedire all'uomo di immettere un treno in tratta fino a quando questa non fosse libera da altri treni. E poiché la memoria umana è fallace, una macchina, un dispositivo doveva essere incaricato di "ricordare" e di impedire invii indebiti.
L'uso dell'elettricità rese questi strumenti abbastanza efficienti. Per l'Italia, nel 1910 si giunse all'introduzione del blocco elettrico Cardani che poi si evolse nel blocco elettrico manuale.
Uno strumento di blocco doveva essere collegato con i segnali delle stazioni, il capostazione che voleva inviare il treno chiedeva il "consenso" al collega viciniore il quale poteva dare il consenso solo se un treno precedente si fosse ricoverato nella sua stazione completo. La sicurezza di questo ricovero veniva fornita da un apposito "pedale" che il treno, entrando, "schiacciava" (in realtà si tratta di apparecchi elettromagnetici) e dal controllo visivo della presenza della tabella (o dei fanali) di coda, metodo semplice e rapido per avere la sicurezza della completezza del treno senza contare i vagoni. Fino a quando un treno non aveva liberato la tratta, il collegamento elettrico fra lo strumento e i segnali teneva bloccate le leve e non permetteva ai capistazione di operare sullo strumento stesso e quindi di disporre i segnali "a Via Libera" per immettere un altro treno.
Con questo sistema la circolazione ebbe un enorme aumento nella sicurezza e anche un grande aumento nella produttività. Non era più necessario, infatti, compilare decine di moduli in triplice copia da consegnare e far firmare a macchinisti e capitreno. Avendo la certezza "elettrica e meccanica" della via libera il treno poteva essere inviato senza eccessive formalità il che permise di aumentare il numero di treni giornalieri circolanti. Più i treni sono gestibili in tempi ridotti, più treni possono essere "lavorati" al giorno, maggiore è la produttività di una linea.
Un ulteriore aumento della produttività poté venire dall'introduzione dei posti di blocco intermedio (PBI). Si partì dal seguente concetto: un treno è lungo qualche centinaio di metri; la tratta da una stazione a un'altra poteva arrivare ad alcuni chilometri. Limitando l'invio di un solo treno alla volta si verificava uno spreco di infrastruttura. Come rimedio si pensò di dividere una tratta in due o più spezzoni. Fra una stazione e l'altra furono installati i PBI che permettevano l'invio di due o più treni nella stessa tratta ma in blocchi diversi. Il funzionamento era identico a quello delle stazioni: un treno poteva essere inviato solo se il precedente aveva liberato il blocco. Unica differenza e limite, questo metodo funzionava solo per treni inviati in successione. Per poter inviare treni in senso opposto bisognava attendere l'arrivo in stazione dell'ultimo treno inviato. Solo la stazione, abilitata da un capostazione - unica figura professionale cui sia permesso di manovrare autonomamente gli scambi-, era (ed è) in grado di gestire il flusso dei treni invertendolo quando necessario e opportuno. Con l'introduzione dei PBI divenne, non solo teoricamente, possibile sfruttare maggiormente l'infrastruttura inviando più treni nella stessa tratta.

#### Blocco automatico
Il precedente regime di circolazione è definibile "regime chiuso" in quanto i segnali rimangono normalmente chiusi (più tecnicamente "disposti a via impedita") e vengono "disposti a via libera" dai capistazione o dai guardiablocco quando le apparecchiature permettono la manovra dei segnali.
Allo scopo di aumentare lo sfruttamento dell'infrastruttura e la produttività aziendale, agendo sul costo del lavoro (o meglio sul numero dei dipendenti addetti), si passò all'utilizzo del blocco elettrico automatico che operava in "regime aperto", in quanto i segnali di blocco erano normalmente disposti "a via libera" (tranne quelli "di protezione" delle stazioni) e si disponevano automaticamente e senza intervento umano "a via impedita" se un treno occupava il blocco a valle del segnale stesso.
Con il blocco automatico, una tratta fra due stazioni viene divisa in varie "sezioni di blocco" quante ne permette la lunghezza della tratta stessa o quante l'opportunità tecnica o economica lo richieda. I binari di ogni sezione di blocco sono percorsi da corrente elettrica a bassa tensione; i treni, percorrendo i binari, provocano dei cortocircuiti che, recepiti da apposite apparecchiature, provocano la variazione dell'aspetto dei segnali nelle tratte dietro il treno stesso. Quando il treno esce dalla sezione il cortocircuito cessa e i segnali dietro di lui si ridispongono man mano a via libera, permettendo l'occupazione della stessa sezione di blocco da parte di un altro treno seguente. Tipicamente, per i suoi alti costi di impianto e di manutenzione, questo sistema viene utilizzato in linee a doppio binario e dove la densità del traffico sia molto elevata. Con questo sistema una tratta di una quindicina di chilometri (cosa molto comune) può, in teoria, contenere numerosi treni (sei o sette). La limitazione è data solo dall'opportunità di rendere tanto "densa" la circolazione, il rischio che in caso di guasto molti treni restino fermi in tratta e, in caso di trazione elettrica, un gravoso assorbimento di energia localizzato in pochi chilometri di linea aerea.
Altri tipi di blocco automatico sono presenti nelle linee italiane, ma non verranno qui trattati e si rimanda alle relative voci.
- Blocco elettrico automatico a circuiti di binario
- Blocco elettrico automatico a correnti codificate
- Blocco elettrico conta-assi

### Doppio binario
Le linee a doppio binario permettono una circolazione più fluida, garantendo una maggiore capacità della linea e aumentandone la sicurezza. La combinazione di doppio binario e Blocco Automatico permise, senza particolari difficoltà di inviare nello spazio di 15 minuti da una stazione all'altra distante una dozzina di chilometri, anche una decina di treni nei due sensi. Una tratta a semplice binario, di uguale lunghezza gestita con blocco manuale prevede al massimo due P.B.I. e perciò viene divisa in tre sezioni di blocco. Nello stesso tempo, quindi, possono essere inviati tre treni ma solo se nella stessa direzione; se vi sono treni da inviare in direzione opposta, a parità di tempo, di treni ne potranno circolare due.
I treni circolanti sulla rete R.F.I. sono numerati con numeri dispari se il loro percorso segue le direzioni ovest-est e nord-sud, viceversa i treni con numero pari avranno una direzione sud-nord e est-ovest (per cui il binario percorso dai treni dispari viene comunemente definito "binario dispari", e quello percorso dai treni pari viene detto "binario pari"). Sono possibili eccezioni per brevi tratte.
In Italia e in molti Paesi europei i treni viaggiano sul binario di sinistra, in ragione dell'origine nel Regno Unito delle ferrovie, dove la marcia - per pedoni e veicoli - viene condotta a sinistra.

### Circolazione su “binario illegale”
In alcuni casi potrebbe essere necessario inviare un treno "contromano". Bisogna però tenere conto della segnaletica a disposizione. Se i binari sono attrezzati per movimentare i treni solo sul binario previsto (dispari o pari) la stazione da cui il treno parte non sarà dotata di segnali per inviare i treni pari sul binario dispari e la stazione che deve ricevere il treno non sarà dotata di segnale adatto a guidarne l'ingresso. Con questa mancanza di segnaletica si parla di binario "legale" quando i treni percorrono il binario di mano e di un binario "illegale" quando vengono immessi contromano. Si deve quindi mettere in atto una procedura di consensi telefonici e di consegne di moduli. Anche se teoricamente non ci dovrebbero essere differenze (eccezion fatta che la circolazione sul binario illegale avrà come velocità massima i 90 km/h) è ragionevole che i macchinisti saranno molto restii a viaggiare a velocità sostenuta sul binario illegale, il tempo di percorrenza salirà notevolmente e i ritardi prenderanno dimensioni considerevoli. In linea di massima una tratta che un treno normalmente percorre in 7-8 minuti, su binario illegale richiede a volte 30-40 minuti comprendendo la fermata per la consegna dei moduli, la ripartenza e la lenta corsa. Naturalmente a questa soluzione si ricorre solo in caso di estrema necessità e quando altre soluzioni non sono possibili.

### Circolazione su “linea banalizzata”
Diverso è il caso in cui la linea sia attrezzata per l'invio dei treni in entrambi i binari. In gergo si parla di "linea banalizzata":  i binari non saranno più "legale" e "illegale" bensì "di sinistra" (quello percorso nella direzione prevista) e "di destra" (se percorso contromano). I macchinisti dei treni inviati sul binario di destra vedranno i segnali con vela quadra anziché tonda. I ritardi nell'inviare i treni a destra sono contenuti e derivano per lo più dal rallentamento che il treno deve effettuare per percorrere, alla velocità richiesta, gli scambi che lo immettono nel binario di destra.
Un ultimo fattore è decisivo per lo sfruttamento intensivo dell'infrastruttura: la "circolazione parallela". In alcuni periodi della giornata si possono verificare casi di mancanza di treni in uno dei due binari. Può verificarsi il caso di un treno che debba attendere in stazione il transito di un altro treno con conseguente perdita di tempo. Se la linea è attrezzata e se i locomotori dei treni sono attrezzati (per una maggiore sicurezza nella "circolazione parallela" è necessario che i treni coinvolti nella manovra siano dotati di sistemi di sicurezza e che questi siano efficienti; questo è richiesto - tra l'altro - anche ai fini della circolazione ordinaria non banalizzata), si può inviare un treno sul binario di destra ed effettuare una "precedenza in linea", esattamente come fanno due auto in autostrada sorpassandosi.

## Controllo della circolazione
I treni, agli effetti della circolazione (da un punto di vista movimentistico), sono quindi oggetti che le stazioni si "passano" l'una all'altra provvedendo a gestirne l'invio e il ricevimento in relazione alle capacità operative derivanti dalla quantità e qualità dei binari disponibili. Per esempio, se una stazione con due soli binari si trovasse già con due treni nel proprio piazzale e un altro treno per lato fuori "al segnale", la soluzione richiederebbe complesse manovre e tempi biblici. I capistazione, quindi stanno bene attenti a non oltrepassare i limiti oggettivi delle loro stazioni, come la capacità e la quantità dei binari per il ricovero dei treni. Treni troppo lunghi (in relazione ai binari non "di corretto tracciato") devono per forza continuare la corsa e questo potrebbe essere deleterio per la circolazione in generale se questa non prevista continuazione dovesse interferire con la marcia di altri treni.
Si tenga presente, inoltre che fino all'invenzione dei comandi oleodinamici per i deviatoi, questi dovevano essere manovrati a mano, ed essendo in genere posti ai lati estremi della stazione richiedevano una discreta camminata ai deviatori preposti alla manovra.

### Il dirigente centrale
A questa paradossale situazione si pose fine con l'introduzione del dirigente centrale. Invenzione statunitense, il Dispatcher, "arbitro di assise in mezzo" ai capistazione con il potere di decidere, ovviamente in base a dati oggettivi, quale stazione dovesse effettuare incroci e precedenze, operazioni base nella gestione del traffico dei treni.
Il metodo di lavoro "tipico" di un dirigente centrale era basato su poche attrezzature: un telefono collegato con le stazioni, un grande foglio di carta e alcune matite. Il dirigente centrale riceveva dalle stazioni di inizio corsa i dati sulla composizione e sulla partenza di ogni treno. Riceveva dalle stazioni intermedie i dati di arrivo partenza o transito (con i relativi minuti di anticipo o ritardo) e riceveva dalle stazioni di inizio e di termine corsa i dati iniziali e finali. Sulla base di queste informazioni, che arrivavano a getto continuo, il dirigente centrale era in grado di gestire il traffico ferroviario avendo una visione completa dei movimenti dei treni della linea a lui affidata e potendo prevedere con ragionevole certezza quali stazioni, nel futuro prossimo, avrebbero dovuto organizzarsi per effettuare incroci e precedenze.
Questo era il lavoro del dirigente centrale fino agli anni 1960-1970 del secolo scorso. Con lo sviluppo dell'elettronica anche il dirigente centrale cambiò il modo di lavorare. Un primo impulso fu dato dal sistema C.C.L. (Controllo Circolazione Linee) che metteva il dirigente centrale in condizione di seguire su dei monitor lo spostamento dei treni e alcune scelte dei capistazione nella gestione degli itinerari. Negli anni 1990 l'intera rete F.S. fu collegata con il sistema S.S.D.C. con funzioni di database e di sussidio alla graficazione della circolazione. Da questo sistema (e da altri) i dati vengono oggi riversati in un ulteriore database che sfrutta le tecnologie delle reti e anche i normali browser possono essere utilizzati per gestire la circolazione.

### Il dirigente centrale operativo
Il mondo anglosassone non fa differenza fra dirigente centrale e dirigente centrale operativo ed entrambi sono definiti "dispatcher". In Italia invece il dirigente centrale gestisce la circolazione prendendo informazioni dai capistazione delle varie stazioni e altre figure professionali, mentre il dirigente centrale operativo prende le informazioni sulla marcia dei treni e sulla situazione dell'infrastruttura direttamente da un quadro luminoso e da altre strumentazioni. Il dirigente centrale determina gli itinerari dei treni indicando ai capistazione quello che ritiene globalmente utile per il traffico. Il dirigente centrale operativo opera direttamente sugli itinerari tramite la pressione di pulsanti, bottoni e, negli impianti più moderni, con la digitazione di codici numerici su una tastiera dedicata. Il primo impianto di C.T.C. (Centralized Traffic Control) in Italia venne installato a Bologna nel 1957 e gestiva il traffico (non viaggiatori) della Linea di Cintura, affidato all'opera dei primi dirigente centrali operativi. Negli anni 1970 fu la volta del C.T.C. della Direttissima primo in Italia per il traffico viaggiatori. Più recentemente si è incominciata la costruzione di sale operative che utilizzano sistemi computerizzati detti S.C.C. in grado di gestire contestualmente decine di treni in centinaia di chilometri di linea o in nodi estremamente complessi con l'opera di pochi operatori dirigente centrale operativo.

## Problemi principali
Passiamo a vedere quali siano i problemi principali che devono essere affrontati nella gestione del traffico e quali possano essere le relative soluzioni partendo dalle problematiche connesse con la gestione di una linea a semplice binario.
Il binario semplice consente l'invio di un solo treno alla volta fra un P.B.I. e un altro e, soprattutto, non consente l'invio, da una stazione all'altra, di un treno in senso opposto fino a quando tutta la tratta fra le due stazioni non sia libera. In caso di ritardo la decisione non richiederebbe grandi riflessioni; la valutazione dell'importanza dei due treni interessati (banale esempio, un treno merci contro un InterCity) porta con sé la risposta: il merci sta fermo e l'InterCity viene privilegiato.

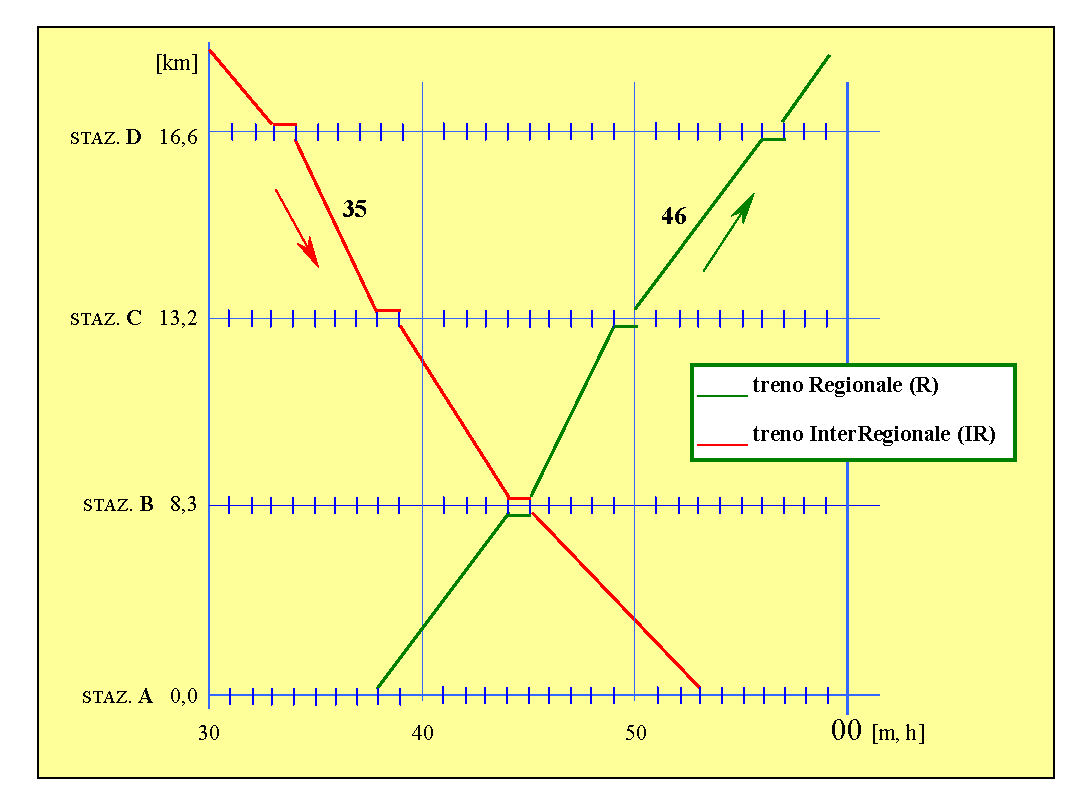
Esempio di incrocio sul grafico teorico

Non è però così ovvio. Gestire il traffico dell'intera linea richiede competenza, attenzione e, spesso, fantasia. Potrebbe essere più opportuno favorire la marcia del merci trattenendo l'IC per qualche minuto per liberare la linea da un treno "scomodo" o addirittura per favorirne la marcia in un'altra linea dove, al momento, si abbia lo spazio per farlo procedere, spazio che qualche tempo dopo si sarebbe chiuso. Si può fare conto, tra l'altro, dei cosiddetti "allungamenti di percorrenza" che tutti i treni, in misura maggiore o minore, hanno. L'allungamento è dato da alcuni minuti in più di quelli strettamente necessari a un treno a percorrere la linea secondo i puri standard teorici. Ne deriva che il nostro IC, fermato per qualche minuto all'inizio della sua corsa, può arrivare in orario o anche in anticipo alla fine della linea recuperando questi minuti di allungamento. Si è così ottenuto il doppio scopo di far giungere l'IC in orario e di liberare la linea da un treno merci.
Il dirigente centrale (o dirigente centrale operativo) si trova a dover gestire numerosi treni in tratte diverse della stessa linea e spesso a dover interagire con i colleghi delle linee adiacenti sempre per sostenere la "regia" della circolazione. Se un treno viaggiatori deve essere fatto passare tenendo fermi, per esempio, una serie di treni merci, non è detto che altri treni non possano approfittare del cambiamento di programma.
Il "gioco" degli incastri deve tenere presente fattori quali: lunghezza e velocità del treno (specialmente per i merci) per sapere quanto tempo ci impiega a passare da una stazione all'altra e se è possibile "ricoverarlo" (ossia riceverlo in un binario abbastanza lungo da contenerlo) in quella stazione. Se un treno è troppo lungo o troppo lento, inesorabilmente finirà per dover restare fermo per lunghi periodi per favorire la marcia di treni più corti e veloci. Non sempre è possibile "dare dei minuti" (provocare ritardo) all'IC dell'esempio e il treno lento dovrà attendere che fra un treno e l'altro si crei il varco di dimensioni sufficienti a farlo arrivare nella successiva stazione adatta a riceverlo. La situazione si complica quando un treno in ritardo (che magari deve anche essere favorito per farlo recuperare e limitare o annullare il ritardo finale) si inserisce nel delicato equilibrio del semplice binario. Il dirigente centrale (o dirigente centrale operativo) deve trovare il compromesso fra generare ritardi agli altri treni in maniera da poter loro concedere la possibilità di recuperare a loro volta. Un treno pari che crei ritardo a un treno "dispari", farà sì che tutti gli altri treni pari incrociati da questo ne risentano a loro volta generando un effetto a cascata che a volte si ripercuote per qualche ora. Se l'incrocio fra i primi due treni era troppo "largo" (cioè se il treno dispari rimane fermo per troppo tempo) i ritardi successivi saranno elevati. Era forse (forse!) possibile favorire il dispari e aumentare il ritardo del pari per portare i successivi treni dispari in stazioni più avanzate per limitare i ritardi conseguenti.
La gestione di una linea presenta quindi le caratteristiche dell'arte più che della meccanicità. Se le decisioni fossero automatiche la potenza dei moderni elaboratori sarebbe ampiamente sufficiente a raccogliere in un database i dati teorici, metterli in relazione con i dati reali man mano che vengono registrati e far gestire la circolazione a un programma computerizzato. Per fortuna del dirigente centrale (e/o dirigente centrale operativo) l'intervento umano è costantemente necessario. Per ora i computer assolvono a una funzione di supporto non secondaria con l'immagazzinamento dei dati e anche con alcune capacità previsionali di massima che facilitano la decisione finale dell'uomo. Naturalmente il computer non è ancora in grado di reagire alle vere emergenze che spesso perturbano il traffico ferroviario.
La decisione di tenere fermi alcuni treni per farne circolare meglio altri non è, in fin dei conti, molto difficile da prendere. L'intervento umano è particolarmente richiesto quando i fattori di perturbazione diventano generatori di ritardi considerevoli. In una linea a semplice binario, un treno che si fermi in linea per un guasto al sistema di trazione presuppone tempi lunghi, dell'ordine dell'ora e anche più, per la ripresa della circolazione. Per il ripristino della regolarità del traffico i tempi diventano ancora maggiori. Un qualsiasi fattore che fermi il traffico per periodi tanto lunghi offre una sola soluzione: ridurre drasticamente il numero dei treni in movimento per diluire il traffico, ricorrendo alla cancellazione dei treni più problematici, fermando tutti i treni merci e portare, per quanto possibile, i treni viaggiatori più importanti già in viaggio nei pressi della tratta interrotta per poterli inviare non appena la situazione si ristabilisce. Una, a volte maniacale, ricerca del risparmio anche del minuto.
Si deve però tener presente la capacità delle stazioni di ricevere i treni viaggiatori in binari adatti (con marciapiede per una maggiore sicurezza). In breve tempo, anche se in una linea a semplice binario non presenta in genere un traffico intenso, numerosi treni saranno fermi nelle varie stazioni e se la causa del ritardo è un guasto più "pesante" oppure un ostacolo di grande portata (una frana o simile), sarà l'uomo e non il computer a decidere il dirottamento dei treni seguenti su linee alternative nonché la gestione e il soccorso ai viaggiatori rimasti "intrappolati" nella linea.

### Soluzioni sul semplice binario

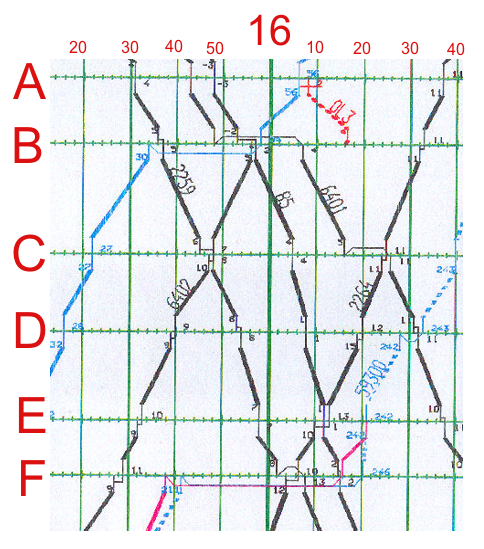
Smistamento sulla linea a semplice binario Verona-Bologna.
Il treno merci (linea azzurra - per la cronaca era il 55598) transita dalla stazione "D", dove era prevista una sosta, alle ore 15.16, recupera 7' di ritardo, si porta con soli +25' e si ricovera alla stazione "B" con +30' per un lento ingresso.Questo provoca un aumento del ritardo del treno IR 2259 che, transitato da "A" con +4', entra (e riparte) a "B" con +5'.Poco male perché l'IR 2259 verrà penalizzato alla stazione "C" dove il Regionale 6402 giunge con 10' provocando ulteriore ritardo al 2259.
D'altra parte il 6402, per effetto del ritardo entra (e riparte) a "C" in binario di "corretto tracciato", più veloce, tant'è vero che riparte da "C" con +7' e arriva a "B" con +5'.Questo ritardo provoca a sua volta quello del EC 85 che giunto a "B" (dove doveva transitare) in orario riparte con +2'.Ma l'effetto della fermata si sente anche a "C" dove i minuti di ritardo sono +4' per aver dovuto riprendere lentamente la corsa anziché passare in piena velocità.
Nel frattempo il 2259 incrocia a "F" l'IR 2264 che a malapena riesce ad arrivare a "E" dove viene posto in binario deviato per permettere il transito del EC 85 che nel frattempo non ha effettuato la sosta prevista a "D", ha recuperato 3' e viaggia con un solo minuto di ritardo.Il treno Regionale 6401 che era giunto a "B" in orario e che ha ceduto il passo all'EC 85 ha dovuto aspettare che questo "liberasse la tratta" per poter partire poiché fra "B" e "C" non esiste P.B.I. Quindi il 6401 partirà con lo stesso ritardo dell'EC 85, +4'.
La scelta del dirigente centrale poteva essere di inviare il 6401 a "D" penalizzando ancora l'IR 2264, ma ha trattenuto a "C" il Regionale per non provocare ulteriore ritardo al 2264 e il 6401 è costretto a una sosta piuttosto lunga alla stazione di "C". Nel frattempo il treno 59300 (la linea celeste - treno merci - tratteggiata -straordinario) era stato trattenuto a "F" in quanto troppo in ritardo per raggiungere "D" senza provocare ritardo al 2259 (e gli altri a cascata) e non poteva essere trattenuto a "E", stazione con due soli binari, dove era prevedibile procedere all'incrocio dei treni 2264 e 85. Se "E" avesse tenuto un binario impegnato l'IR 2264 sarebbe dovuto rimanere a "F" ripartendone alle ore 16.16 non con +10' ma con ben +22 minuti di ritardo.

Il problema di circolazione tipico del semplice binario è costituito dall'incrocio, che avviene quando un treno deve attendere in una stazione quello che proviene dalle direzione opposta.
Quando l'orario viene studiato, l'orarista tiene conto di questa esigenza fisica e determina l'orario di marcia -in linea- e di sosta dei treni -in stazione- in modo da ottimizzare per quanto possibile i tempi. Il treno che per primo giunge in una stazione viene in genere ricevuto in binario deviato; dopo che si sia completamente "ricoverato", le strutture impiantistiche della stazione permettono al Capostazione di "aprire il segnale" e ricevere il secondo treno incrociante. Quando anche il secondo treno è entrato completamente in stazione, il capostazione può inviare entrambi i due treni.
Questi tempi operativi vengono predeterminati e, fino a quando nulla viene a turbare lo scorrimento delle procedure, i treni si mantengono in orario. Tuttavia ben raramente il traffico non viene perturbato da eventi di diversa natura, ed ogni perturbazione che generi qualche ritardo ad almeno un treno è destinata a provocare ripercussioni a cascata sull'intero traffico fino a quando la mancanza di treni in tratta oppure qualche decisione intelligente e/o fortunata di chi è preposto alla gestione della circolazione non annulli i ritardi.
La gestione dei ritardi procede su due piani: il singolo incrocio e l'insieme degli incroci (e precedenze) della linea. Quando un treno è in ritardo, il gestore del traffico ha davanti a sé due soluzioni principali: mantenerlo nella sede prevista o spostarlo in altra stazione. In linea di massima il mantenimento dell'incrocio nella stazione prefissata genera al treno che rimane ad attendere un ritardo pari a quello del treno che avanza. Per contro, a meno che il ritardo non sia uguale o maggiore al tempo di percorrenza della tratta, il treno in orario che venga fatto avanzare a una stazione successiva, provoca un aumento di ritardo al treno che già viaggia con questo handicap.
Se l'incrocio viene mantenuto nella sua sede prevista il secondo treno, essendo stato costretto ad attendere, partirà a sua volta in ritardo e molto probabilmente genererà ritardo ad un altro incrociante in una stazione successiva, e così via; nel secondo caso il treno che già viaggia in ritardo vedrà peggiorata la sua marcia e genererà, probabilmente, altri ritardi ai suoi incrocianti. Il gestore della circolazione dovrà quindi scegliere quale treno penalizzare (se necessario) e valutare tutta la cascata di ritardi che si andranno a generare nel tempo. Se ha fortuna i treni incrocianti possono essere trattenuti nelle stazioni e inviati con calma quando il rischio dei rimbalzi di ritardo sia cessato (è il caso, di solito, dei treni merci tenuti fermi a volte per decine di minuti). Oppure è il caso di un treno in ritardo trattenuto in una stazione vicina ad un'altra in cui inizi una tratta a doppio binario; il sacrificio di un treno permette all'incrociante di non subire ritardo e di non generare ritardi agli altri più avanti nella linea.
Naturalmente, nelle scelte di circolazione, molta importanza riveste il "rango" di un treno. Come abbiamo visto, i treni merci sono in genere penalizzati per favorire la marcia dei treni viaggiatori e anche all'interno di questa categoria i privilegi "di rango" si fanno sentire. Comunemente si privilegia la marcia dei treni classificati Eurostar, ma molto spesso sono i treni Regionali o Interregionali a venire privilegiati, specialmente nelle fasce "pendolari", dove la politica gestionale tende, spesso purtroppo senza riuscirci, a portare i treni a destinazione col minimo ritardo, possibilmente all'interno dei 5'.

### Soluzioni sul doppio binario
Con due binari affiancati la situazione è (apparentemente) migliore, soprattutto se la linea è "banalizzata". Un treno pari fermo in linea fra una stazione e l'altra (o un qualsiasi altro ostacolo) non disturba la circolazione dei treni dispari sul binario attiguo e, se la linea è, appunto, banalizzata, i treni dispari successivi possono essere inoltrati sul binario pari senza particolari procedure. La situazione si rivela "apparentemente" migliore perché le linee a doppio binario sono gravate da un traffico estremamente più elevato, e l'improvvisa inutilizzabilità di una tratta di binario può creare scompensi non indifferenti. Anche in questo caso la reazione primaria è quella di fermare i treni merci e avvicinare il più possibile i treni viaggiatori alla zona interrotta. Il vantaggio di avere un binario "di scorta" è quello di poter muovere qualche treno senza tenere fermo tutto il traffico. Lo svantaggio consiste nel fatto che deve essere operata una scelta fra i treni che possono avanzare e quelli, meno "importanti", che dovranno essere sfavoriti. Bisogna infatti tenere presente che se si sfrutta il binario libero per mandare treni in senso opposto, i tempi si allungano e altri treni si avvicinano creando addensamenti nei pressi delle stazioni prossime alla tratta interrotta. In una linea come la Piacenza-Bologna su cui circolano circa 300 treni al giorno, la velocità di addensamento è elevata e le decisioni relative alla circolazione devono essere prese in tempi piuttosto ristretti, spesso in pochi secondi. Ogni decisione deve essere "giusta" per non aggiungere ai ritardi dovuti all'anormalità anche quelli dovuti all'errore di gestione.
Se a questo si aggiungono le continue (e spesso inutili) telefonate che giungono al dirigente centrale (o dirigente centrale operativo) per richieste di aggiornamento, la presenza di persone che normalmente lavorano in altri uffici presiedendo ad altre mansioni ma che dovono a loro volta conoscere la situazione per riferirne ad altri uffici ancora, la presenza di funzionari che, per dover prendere decisioni relative ad altre incombenze (per esempio il ristoro di viaggiatori o dirottamento di treni), devono essere aggiornati in tempo reale sulla situazione, si può comprendere come la sezione dirigente centrale diventi in breve tempo una discreta bolgia. Quando finalmente la situazione si normalizza, l'ambiente si calma e si vuota all'improvviso e il dirigente centrale viene lasciato nuovamente da solo a sbrogliare la matassa dei ritardi, a decidere dove "appoggiare" i treni per le precedenze e ad affrontare le problematiche di ricovero di treni (in genere merci) il cui Personale di Macchina è sul limite della "prestazione" giornaliera (ha già lavorato per un numero di ore vicino ai limiti imposti per legge) e così via.

#### Centrare la precedenza
Su linee a doppio binario la difficoltà maggiore, probabilmente, è quella di far effettuare le precedenze nelle stazioni più indicate. Fermare troppo presto un treno per farne passare un altro più veloce gli farà subire un ritardo eccessivo, che sarebbe stato minore se la precedenza si fosse effettuata in una stazione successiva. Spesso però non c'è una stazione successiva adatta. Poniamo un treno viaggiatori; si preferisce che effettui precedenza in binari con marciapiede, e meglio ancora, in una stazione in cui avrebbe dovuto comunque fermarsi per il servizio. Un treno merci deve invece trovare un binario di lunghezza sufficiente, e non sempre queste caratteristiche sono presenti proprio dove le si vorrebbe. Inoltre, da qualche anno, si assiste allo smantellamento di piccole stazioni che, tolti anche i deviatoi e i binari non "di corretto tracciato". vengono ridotte al rango di fermate. Viene perseguito un ovvio risparmio per i costi di manutenzione, ma spesso viene drasticamente ridotto il ventaglio di soluzioni adottabili in caso di eventi anomali. D'altra parte portare troppo avanti un treno lento farà sì che quello veloce, nel raggiungerlo, debba percorrere alcuni chilometri a velocità ridotta ritardando anch'esso. Può anche darsi il caso che un tale ritardo, generato artificialmente e prevedibilmente riassorbibile, si traduca nella possibilità di permettere ad un terzo treno, che procede ancora più avanti, di percorrere un'ulteriore tratta.

### Gestione di più linee
Recentemente è stata rimodellata la figura professionale del Coordinatore Movimento. In passato addetto principalmente alla gestione dei treni merci (il cui programma di effettuazione e utilizzo spesso si discosta in modo notevole da quello progettato), il Coordinatore Movimento oggi ha assunto funzioni più propriamente dedicate alla gestione del traffico. Svariate incombenze fanno di questa figura professionale un vero factotum e principale regista non solo del traffico in senso stretto, ma anche di tutta la problematica che viene generata dalla presenza di decine di treni, di centinaia di addetti e di migliaia di viaggiatori. Sotto il profilo più strettamente movimentistico, il Coordinatore assume il controllo del traffico dell'intera rete del Compartimento decidendo la gestione dei vari treni coinvolti in eventi anomali mettendoli in relazione partendo da un'ottica più estesa di quella, forse ottimale ma spazialmente limitata, del dirigente centrale della linea.
A sua volta il Coordinatore si dovrà raffrontare con i colleghi dei Compartimenti vicini e con le varie Sale Operative che, a mezzo di sussidi computerizzati tentano di ottimizzare il traffico sull'intera rete ferroviaria.